# Edmund el Màrtir
Edmund, en anglosaxó, Ēadmund i en anglès, Edmund o Edmund el Màrtir o d'Ànglia Oriental (Norbury, prop de Croydon, Surrey, 841 - 20 de novembre de 870) va ser un rei d'Ànglia de l'Est de 854 a 870. És venerat com a sant per les esglésies catòlica, ortodoxa i anglicana.

## Hagiografia

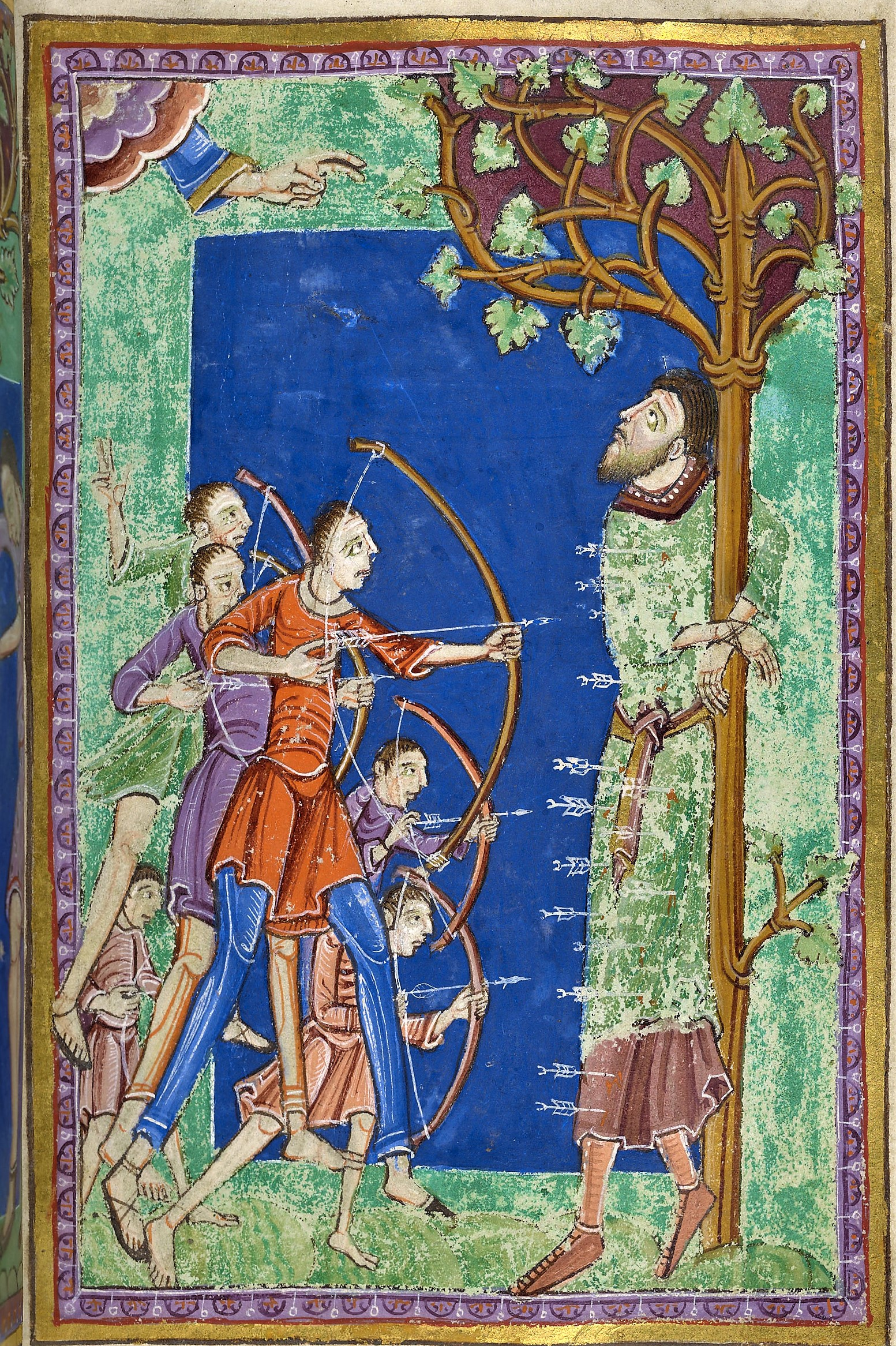
Martiri del sant, en una miniatura del

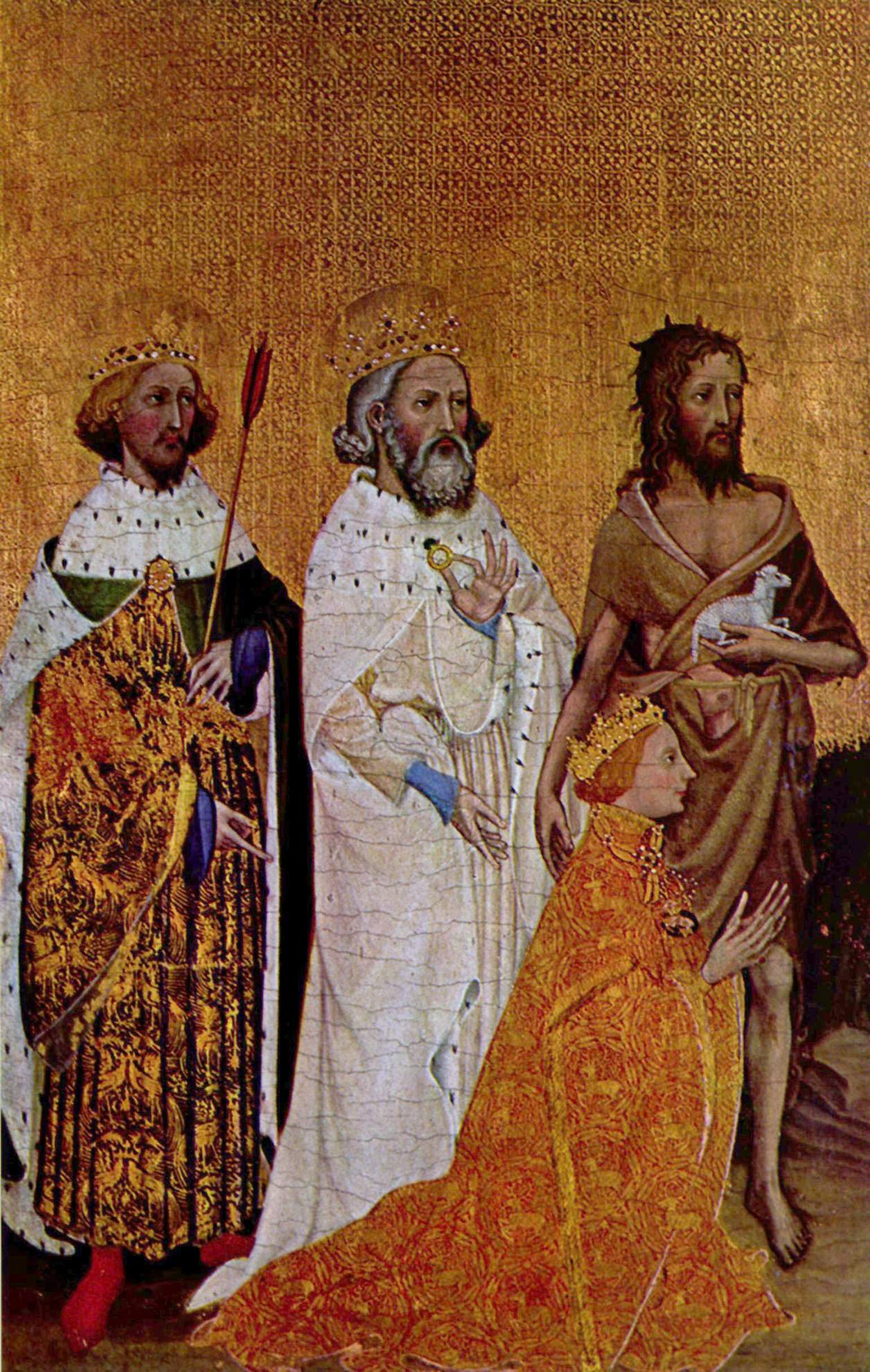
Díptic Wilton, 1395-99, amb Ricard II d'Anglaterra i els seus patrons: a l'esquerra Sant Edmund rei (Londres, National Gallery)

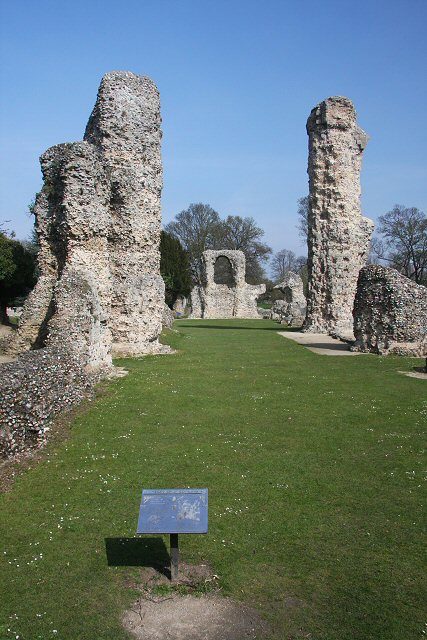
Ruïnes de l'església de Bury St Edmunds, on hi havia la tomba del rei

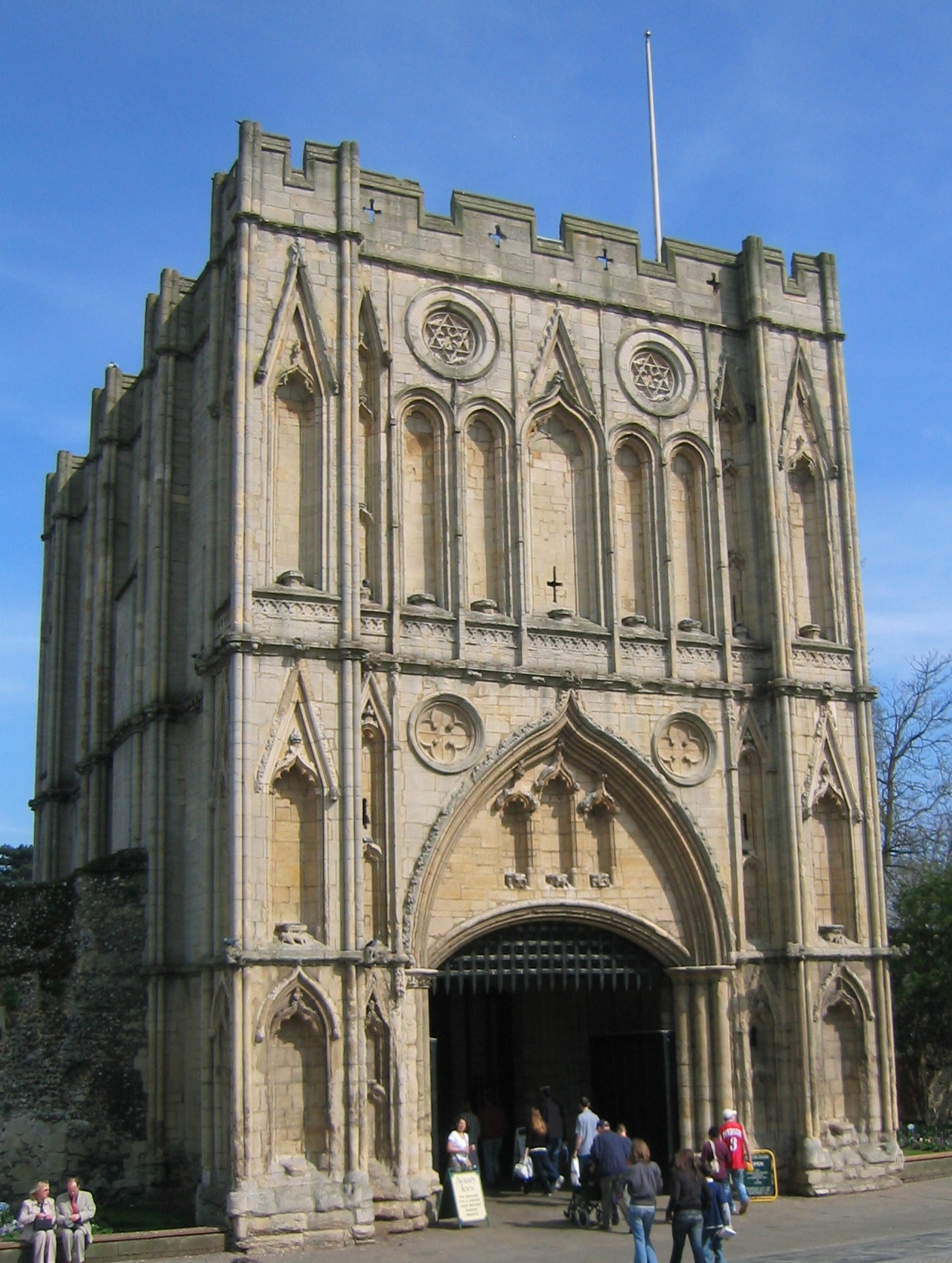
Abbeygate, una de les construccions conservades de la Bury St Edmunds

Es conserven dues fonts manuscrites contemporànies que en relaten la vida: la Crònica anglosaxona, escrita per un monjo anònim entre 877 i 899 i una obra commemorativa de 890. Altres històries són més tardanes i es barregen amb llegendes sobre el martiri i els miracles que se li van atribuir quan va ser venerat com a sant.
El seu origen familiar és incert: les fonts més fiables presenten Edmund com a descendent dels reis d'Ànglia de l'Est de la branca dels Wuffingas. Segons Abó de Fleury, venia "ex antiquorum Saxonum nobili prosapia oriundus," que sembla indicar que era d'origen estranger, potser els antics saxons del continent. Una tradició diu, però sense proves, que el seu pare era el rei Alcmund, del qual no se sap res més; a partir d'aquí es va desenvolupar una llegenda que el feia nascut a Nuremberg (Alemanya) i que va ser adoptat pel rei Æthelweard d'Ànglia Oriental. Altres fonts el fan fill d'aquest rei Æthelweard.
El que és cert és que Athelweard morí el 854 i va ser succeït per Edmund, llavors amb catorze anys. La llegenda fa que fos elegit pels nobles i clergues de Norfolk. Es diu que va ser coronat per Sant Humbert el 25 de desembre de 855 a Burna (potser Bures St Mary, Suffolk), que era la capital del regne. Res més se'n sap del cert: Abó de Fleury diu que va ser un rei modèlic per l'equitat i la justícia dels seus actes i l'exercici de la caritat amb els necessitats, especialment orfes i vídues. També diuen les fonts que es va retirar durant un any a la torre de Hunstanton i va aprendre de cor els salms bíblics.
A partir del 865, els danesos del Gran exèrcit pagà van atacar el regne; expulsats, van envair Northúmbria i Mèrcia, i tornaren a atacar Ànglia el 869.
Els danesos van instal·lar-se a Thetford i Edmund hi presentà batalla, però els danesos, comandats pels germans Ubbe Ragnarsson i Ivar Sense Ossos, van vèncer i mataren el rei Edmund. La versió popular de la història, però, va convertir Edmund en màrtir per no haver volgut renunciar a la fe cristiana i lliurar el regne als pagans. No es pot esbrinar si va ser així o no.
Segons Abó, que diu que ho havia sentit de Sant Dunstan, que havia parlat amb testimonis del fet, Edmund no va voler lluitar contra els danesos, preferint morir com a màrtir: hauria seguit l'exemple de Crist, que va prohibir a Pere de lluitar contra els jueus que venien a detenir-lo. Va ser pres al castell de Framlingham i no va voler sotmetre's a les condicions dels vencedors: la llibertat a canvi del regne. Torturat, en no voler renunciar a la fe, va ser assagetejat i decapitat, i el regne va passar a mans daneses.
La data tradicional de la seva mort és el 870; no obstant això, recerques recents la daten al 869. El lloc de la batalla també és incert: s'han proposat Hoxne, prop d'Eye, a Suffolk, 20 milles a l'est de Thetford, Dernford (Cambridgeshire) i Bradfield St Clare, prop de Bury St Edmunds.

## Veneració
El cos del rei va ser sebollit a Beadoriceworth, actual Bury St Edmunds. El lloc va convertir-se en meta de pelegrinatge i va fer que s'hi originés una població al voltant. La fama del sant va fer-se universal. La data de la canonització és desconeguda, però podria haver estat al regnat d'Athelstan (924–939). La seva popularitat va ser gran: estendards que es deia que havien estat del rei eren portats per l'exèrcit anglès (a la campanya d'Irlanda, a Caerlaverock Castle (1300) o a Agincourt) i moltes esglésies li foren dedicades a Anglaterra.
Sobre la seva tomba s'aixecà l'abadia de Bury St Edmunds, una de les esglésies més grans del regne; va ser destruïda, però, el 1539, durant la Reforma protestant. La festivitat litúrgia és el 20 de novembre.

## Llegendes
Quan els fidels havien recuperat el cos del rei, no en trobaven el cap; llavors cridaren al bosc: «On ets?» i la veu del rei Edmund els respongué: Her! her! her! ('Aquí!'), fins que la van trobar entre les potes d'un llop enorme que el protegia de les aus rapaces.
Una altra llegenda diu que Edmund, després de la batalla, es va amagar sota el pont de Goldbrook; els seus esperons daurats es reflectien a l'aigua, però, i així una parella que s'acabava de casar el va veure. Van dir-ho als danesos, que van capturar Edmund.